# Баболна
Баболна (мађ. Bábolna) град је у Мађарској. Баболна је град у оквиру жупаније Комаром-Естергом.

## Географија

### Локација
Баболна се налази у Кишалфелду, у басену Игманд-Кишбери, на западном рубу жупаније Комаром-Естергом. Удаљен је 27,5 km од Тате, 7 km од Нађигманда, 18 km од Кишбера и 15 km од Комарома.
- Надморска висина: 129 m – 156 m
- Надморска висина у центру града: 139 m
- Највећа удаљеност исток-запад: 7 km
- Највећа удаљеност север-југ: 6 km
- Дужина њене границе: 41 km

У Мађарској, искључујући Ердељ, постојала су три места звана Баболна или Бабоња (у окрузима Бихар, Боршод и Комаром): сва три су припадала клану Копан (Катапан). Толмабаболна у округу Комаром добила је своје прво име по претку породице Копан по имену Толма.

## Историја
Први писани помен Баболне датира из 1268. године, када се помиње као Бабуна, Толма-Бабуна. У то време био је власништво породице Бабунаји.
Хронологија:
- У 1297., сертификати помињу ``Нађ-ут који пролази овде.
- 1328., црква посвећена Светом Георгију и свештеник по имену Петар се помињу у документима.
- 1526., власништво Михаља Имрефија Сердахелија.
- 1568., Јанош Бијај, Гашпар Шаркози и Јанош, Јанош Шјеши и Јанош Далош примају краљевску донацију.
- 1635., смрћу Петра Бењија и Јаноша Шјешија, постао је власништво Маркеа Валтихера и Андраша Шапарија.
- У 1662., Гергели Чајаги и његова жена, Борбала Конколи, укључени су у неке делове Баболне.
- 1696. барон Петер Сапари води овде имовинску парницу против Миклоша Ивањоша и његових пријатеља, а касније целу Бабону преузима породица Шапари.
- машарски краљ Јозеф II 1784. године у свом декрету од 20. децембра позвао је на оснивање центара за узгој коња у земљи и задужио коњичког капетана рођеног у Кесегу, Јожеф Чеконич (1754-1824), да организује  у ``мезехеђешу ергелу, за промовисање националног коњогојства, и кроз испоруку стоке за клање потребне за прехрану војске и града Беча.

Са завршетком рата престао је транспорт волова за потребе војске.
Од 1789. године Баболна је наведена као огранак „Мезехеђеш ергела”. Тек 1806 постаје самостална, а 1816. почиње редовно гајење са расама коња источњачке крви. До краја „Реформе”, мађарско коњогојство постало је национално питање.
У близини се 28. децембра 1848. одиграла „Битка код Баболне”.
Крајем 1800-их и почетком 1900-их, ергеле Кишбери и Баболна су називане ``Меком узгоја коња, а Европа, чак и Далеки исток, посебно одгајивачи коња из Јапана су га такође посетили и проучавали.
- 23. децембра 1948. оснива се Државна привреда Баболна.
- Насеље је 1958. године постало независно село од Баболнапусте.
- 1960., Роберт Бургерт преузима управљање фармом. Под његовим руководством у насељу је почео брзи развој. Почела стамбена изградња, створене су нове улице. Становништво насеља се за кратко време удвостручило.
- 1971. Баболна је постала велика општина.
- 1973. „Државна фарма” је трансформисана у „Пољопривредни комбинат Баболна”.
- 1982., током истражног бушења вреловода, у бунарима избушеним на подручју насеља нађена је крашка вода температуре 44 и 52 степена Целзијуса.
- 1993., Баболна се одвојила од суопштина и постала независна јавна управа.
- 1995., Баболнаи Рт. реновирао је и трансформисао зграду бившег официрског казина. Овде се налази ресторан, кафић и изложба која представља историју ергеле и историју узгоја коња орача, која се може пратити уназад до два века традиције.
- 1998. 18. октобра политичарка Клара Хорват је изабрана за градоначелника[4]
- 2001. 1. августа, предузеће за узгој живине Баболна Рт. и државни комплекс замка Немзети Менешбирток кфт., ергела и очување стада коња су постала два посебна и самостална одељења.
- Хала спортова је изграђена 2002.
- 2003. 1. јула Баболна је уздигнута у статус града.

## Становништво
Током пописа 2011. године, 88,9% становника изјаснило се као Мађари, 0,2% као Роми, 0,7% као Немци, 0,2% као Румуни, 0,2% као Словаци и 0,2% као Украјинци (10,9% се није изјаснило). 
Верска дистрибуција је била следећа: римокатолици 41,1%, реформисани 9,5%, лутерани 1,7%, гркокатолици 0,7%, неконфесионални 17,8% (29% се није изјаснило).